# Volcán de la Deseada
Le Volcán de la Deseada est un cratère volcanique qui constitue l'une des nombreuses bouches éruptives de la Cumbre Vieja, un volcan d'Espagne situé dans les îles Canaries, sur l'île de La Palma. Avec 1 944 mètres d'altitude, il est le point culminant du volcan. Le sentier de grande randonnée 131 passe au cratère.

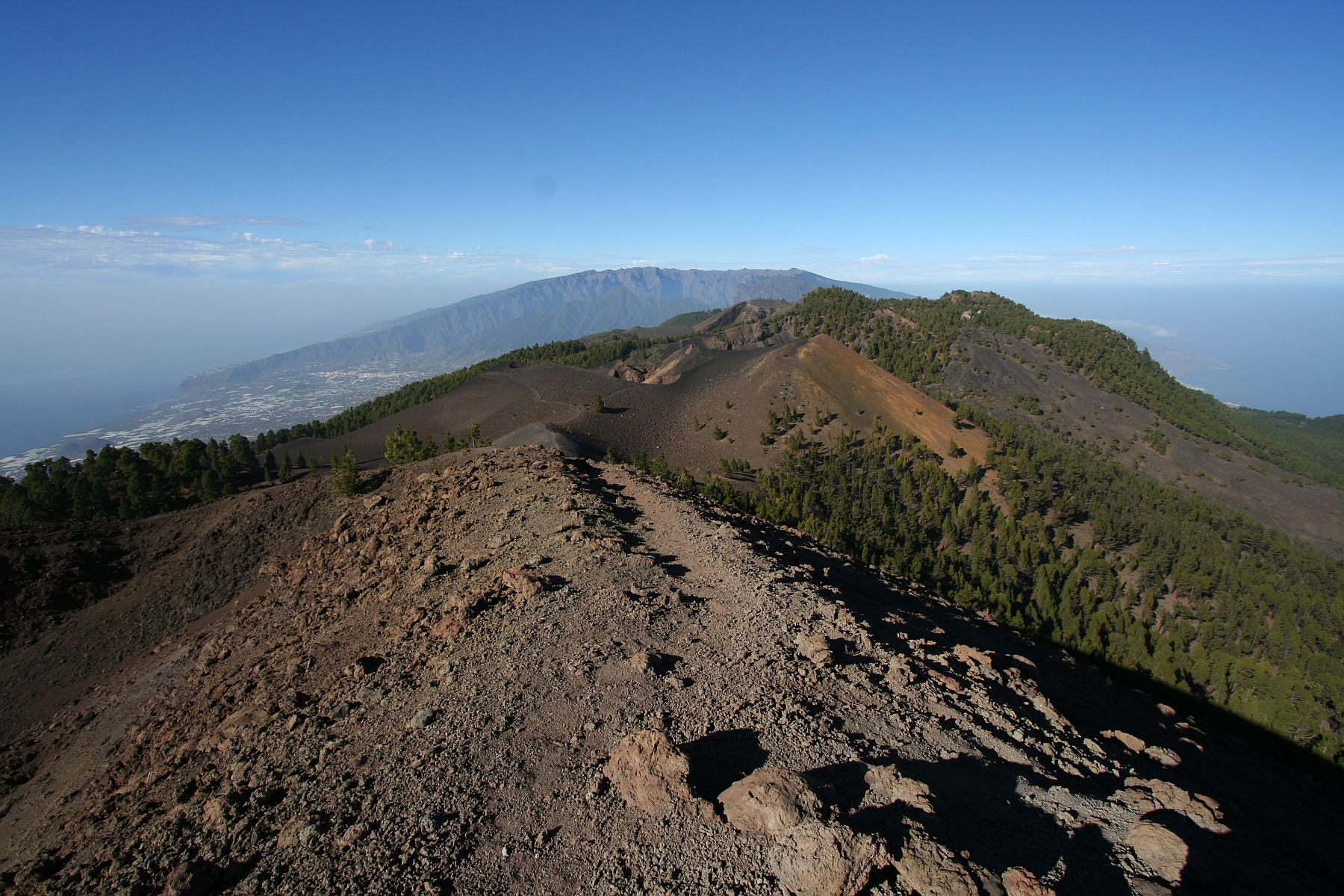
Vue depuis le Volcán de la Deseada en direction du nord avec la caldeira de Taburiente dans le lointain.